# U-69号潜艇 (1940年)
U-69号（德語：U 69）是纳粹德国战争海军建造的568艘VII-C型潜艇（或称U艇）之一。它由基尔的日耳曼尼亚船厂承建，于1940年9月19日下水，至同年11月2日交付使用。第二次世界大战期间，该艇曾执行过十次巡逻作战，共击沉17艘、全损1艘和击伤1艘同盟国或中立国舰船，累积总吨位为77,847吨。1943年2月17日，U-69号在纽芬兰以东的北大西洋被英国驱逐舰声誉号以深水炸弹击沉，艇内46名官兵全数阵亡。

## 设计
VII-C型是VII级潜艇的第三次、也是最有价值的改进型。它搭载了被称为“S装置”的新式主动声呐系统，为了容纳这种新设备，VII-C型的艇体尺寸有所增加，并重新设计了鞍状水舱，在其两侧各增加了一个可提供储备浮力的小型浮舱，有利于潜艇完成快速下潜。U-69号的全长为67.10米，舷宽6.20米、并有4.74米的吃水深度，水上和水下排水量分别为769吨和871吨。该艇采用双轴设计，具有两副直径为1.23米的三叶螺旋桨。在机械系统方面，VII-C型艇也得到了升级：通过艇上配备的燃油过滤系统，柴油机润滑系统的使用受命得以延长，也为不同润滑剂在艇上机械设备上混合使用留足了余地。原先前型艇用于发射鱼雷和主压载舱吹除操作的电动空气压缩机则改为容克斯的柴动压缩机，从而减小了对艇上电气系统的依赖；此外，该型艇还装配了更为现代化的电力转换系统。动力由两台日耳曼尼亚生产的F46型六缸四冲程1,400匹公制馬力（1,000千瓦特）涡轮增压柴油机用于水面运行，以及两台AEG提供的GU 460/8-276型375匹公制馬力（280千瓦特）双作用电动发电机用于水下航行；水面最高航速17.7節（32.8每小時），水下7.6節（14.1每小時）；能够在水面以10節（19每小時）航速续航8,500海里（15,700），或以4節（7.4每小時）连续在水下航行80海里（150）而无需充电。
武器装备方面，U-69号装备有五具内置式鱼雷发射管——艇艏四具、艇艉一具。其艇艉的鱼雷发射管设计在耐压壳体内部、两片舵之间，鱼雷可以由此向外发射。在轮机舱甲板下方还配备了用于艇艉的鱼雷装填系统，耐压壳体与甲板室之间一前一后还设计有外置鱼雷贮存装置，因此U-69号可携带14枚G7型鱼雷或最多26枚TMA型水雷（TMB型则为39枚）。此外，该艇还搭载有一门配备220发弹药的88毫米35式速射炮以及一门配备1,195发弹药20毫米30式高射炮作为甲板炮。其标准船员编制为4名军官及40－56名水兵。

## 历史
1938年5月30日，海军造舰局将首批八艘VII-C型潜艇（U-69至U-70号、U-93至U-98号）的建造合同发包予基尔的日耳曼尼亚船厂。其中U-69号于1939年11月11日开始铺设龙骨，建造序列为603。经过逾十个月的建造，它于1940年9月19日下水，至同年11月2日在首度担任艇长的海军上尉约斯特·梅茨勒的指挥下交付使用。完成海试后，该艇加入驻基尔的第7潜艇区舰队，先是在波罗的海进行战备训练，进而于1941年2月作为前线艇移驻德占法国的圣纳泽尔，直到1943年2月17日被击沉。与当时大多数德国U艇一样，U-69号在瞭望塔上漆有专属的艇徽。首个艇徽在入役时采用，由其首任艇长梅茨勒选定。它由单词“Horridoh”（猎人欢呼语气词）和三面双信号旗组构成，各标有L、M、A字样（字面意思是“舔我的屁股”，引用自格茨·冯·贝利欣根的著名语录）。当京特·普里恩的死讯传出后，新任区舰队司令赫伯特·佐勒要求统一使用“喷鼻息的公牛”作为第7区舰队的队徽，但由于当时U-69号的全体官兵都不知道这个图案，因此第一值更官便从一个法国奶酪盒上的商标得到灵感，将笑牛的图案画上瞭望塔，并刻上了商标上的口号“La vache qui rit”（法语：“笑牛”）。梅茨勒见状决定保留这一图案，因为它能使所有看到的人都发笑，船员们也将此口号作为战斗口号；此后，U-69号也获得了“笑牛”的绰号。
第二次世界大战期间，U-69号曾执行过十次巡逻和七次狼群作战，共击沉17艘、全损1艘和击伤1艘同盟国或中立国舰船，累积总吨位为77,847吨。

### 作战巡逻

#### 梅茨勒任期
梅茨勒上尉指挥了U-69号的前四次巡逻。他于1941年2月10日08:00首次率艇从基尔出发，穿过威廉皇帝运河、在布伦斯比特尔担任护航并在黑尔戈兰岛经停后，该艇经由爱尔兰西部南下北大西洋前往德占法国的洛里昂。经过为期二十天、水面3,600海里（6,700）、水下124海里（230）的航行，它于3月1日抵埗，沿途共击沉3艘英国货轮。首个受害者是无护航的暹罗王子号（Siamese Prince），于2月17日21:19行驶至罗科尔西北偏北约150海里（280）处时，遭U-69号发射的一枚鱼雷击中左舷。该船被梅茨勒追击了逾五个小时，于21:41遭另一枚鱼雷从左舷船艉击中后，却仍然能够维持漂浮。至22:12，第三枚鱼雷击中暹罗王子号右舷舯部，使其五分钟后便从船艏沉没。2月19日08:18，前一天刚从HX-107号护航队24号阵位掉队的帝国布兰达号也在冰岛以南约160海里（300）处被U-69号的一枚鱼雷击中右舷舯部。该船曾于07:44被两枚鱼雷击中、08:01被一枚鱼雷击中，于是梅茨勒在距离仅400米处发射了第四枚鱼雷，几乎被坠落的碎片击中，因为经过四次可能是锅炉引起的猛烈爆炸后，帝国布兰达号在20秒内便从船艏沉没。2月23日23:39，与OB-288号护航队失散的马斯刘号（Marslew）又在罗科尔西北偏西约265海里（491）处被U-69号发射的一枚鱼雷击中右舷舯部的锅炉舱。爆炸立即将船体炸成两半，船艏和船艉缓缓升起，前者在大约30分钟后首先下沉，后者则在垂直漂浮一段时间后沉没。随后，OB-288号的一艘护航舰追击U-69号长达三个小时，投下了22枚深水炸弹，但梅茨勒毫发无损地逃脱了。
U-69号于3月18日19:30离开洛里昂执行第二次巡逻，前往爱尔兰西部和冰岛南部的北大西洋游弋。三天后，两支从哈利法克斯驶来的护航队向该艇持续进行了数小时的深水炸弹攻击，但没有报告受损。3月30日07:34，梅茨勒在冰岛西南部发射鱼雷击沉OB-302护航队中的英国货船库尔塔恩号（Coultarn）。4月3日06:01，无护航的英国货船蒂尔比号（Thirlby）与SC-26号护航队分散，在58°22′N 28°55′W / 58.367°N 28.917°W处被U-69号的一枚艇艉鱼雷击中。德国人报称目标立即沉没，然而这艘从圣约翰到赫尔的满载小麦的船只实际只是受损，甚至后续得到修复，直到1942年1月23日才由U-109号击沉。经过为期二十五天、水面4,327海里（8,014）、水下182海里（337）的航行后，U-69号于4月11日16:30返回洛里昂。
5月5日21:00，U-69号在梅茨勒的指挥下从洛里昂出发执行第三次巡逻，至7月8日15:00抵达圣纳泽尔。在这次为期六十五天、足迹遍及加那利群岛、弗里敦、佛得角和拉斯帕尔马斯周边的大西洋中部的行动中，该艇共完成水面11,749海里（21,759）、水下118海里（219）的航行，共计击沉7艘商船。5月19日，德国轮船埃格兰号（Egerland）为U-69号提供了首次燃料和物资补给，同时该艇也为埃格兰号提供了用于“莱茵演习行动”的秘密设备。两天后，无护航、无武装且中立的美国货船罗宾·摩尔号于05:25被梅茨勒以摩斯灯下令在弗里敦以西约750海里（1,390）处停船。通过查验货物舱单，证实了该船载有违禁品。在询问了登上潜艇的大副之后，梅茨勒告诉对方，他必须依据捕获法则击沉这艘船，并要求船员在30分钟内离船。U-69号潜入水中，于10:05发射一枚艉部鱼雷，击中了罗宾·摩尔号左舷舯部，但由于船只下沉速度太慢，梅茨勒40分钟后再次浮出水面，并开始用甲板炮向其开火，共发射39发炮弹，导致对方在17分钟后从船艉沉没。罗宾·摩尔号的沉没使美国总统富兰克林·罗斯福将德国列为“国际不法之徒”，并要求德国和意大利关闭除大使馆外驻美国的所有领事馆。当晚23:42，另一艘无护航的英国货船蒂克斯伯里号（Tewkesbury）在佛得角以南约540海里（1,000）处被U-69号发射的一枚鱼雷击中右舷舰桥下方。爆炸激起一股巨大的水柱，冲刷着船身，卷走了右舷的救生艇，并通过天窗和通风口将水灌入轮机舱。当船员弃船逃生后，梅茨勒于23:58发射了一枚照明弹照亮目标，然后开始从左舷向该船艏发射21枚燃烧弹，但它们在撞击时均未点燃。直到22日00:36，蒂克斯伯里号才在左舷锅炉舱遭到“致命一击”，约7分钟后沉没。
在这次巡逻中，U-69号曾于5月27日在塔科拉迪港附近水域布下4枚水雷，29日又在拉各斯附近布下8枚水雷，其中后者导致英国吸扬式挖泥船罗伯特·休斯号（Robert Hughes）于6月4日触雷沉没。5月31日00:25，梅茨勒向停泊在阿克拉锚区内的英国货船桑加拉号（Sangara）发射了一枚鱼雷。该船的船艉沉入33英尺（10）深的水中，船艏则依旧露出水面，但已然全损。U-69号于6月18日向U-103号转移700升润滑油、将补给品转移到U-107号，并收到了来自UA号的关键文件。6月27日01:19，梅茨勒在亚速尔群岛东南约200海里（370）处向SL-78号护航队的两艘重叠的轮船发射了两枚鱼雷，并听到一声爆炸，但盟军的消息来源没有证实击中。01:49，另一枚鱼雷击中英国货轮卢格河号（River Lugar）的舯部，该船裂成两半并在几秒钟内沉没。至02:37的第三波攻击中，英国货轮帝国能力号也被鱼雷击中后起火，并在21分钟后沉没。之后U-69号在混乱中遭到护航舰艇的短暂开火，但并未受损。6月30日，U-69号在拉斯帕尔马斯附近接收了德国油轮科里恩特斯号（Corientes）提供的燃料和补给，随船医生也对部分官兵进行了治疗。返程途中，U-69号于7月3日04:36在加那利群岛西北部与武装的英国货船罗伯特·L·霍尔特号（Robert L. Holt）展开炮战。该船为英国海军中将诺尔曼·沃德豪斯的船只，他是已分散的OB-337号护航队指挥官。在梅茨勒用88毫米炮发射了102发高爆弹和34发燃烧弹、用20毫米炮发射了220发，以及用MG34型机枪发射了400发后，货船于06:50沉没，包括沃德豪斯和船长在内的41名船员、8名炮手和5名海军参谋人员丧生。
第四次巡逻于8月21日17:00从圣纳泽尔出发，途中由于梅茨勒罹患肾病，行动被迫取消。艇上的第一值更官汉斯-于尔根·奥费曼临时接替了他的位置，指挥U-69号于8月27日21:00返回圣纳泽尔。在这七天的行动中，该艇共在水面航行了1,350海里（2,500）、水下30海里（56），它甚至没有离开比斯开湾，也未能击沉或击伤任何舰船。

#### 察恩任期
海军上尉威廉·察恩于1941年8月28日接替梅茨勒担任艇长，他指挥了U-69号接下来的三次巡逻。其中该艇的第五次巡逻于9月1日14:30离开圣纳泽尔，前往赫布里底群岛以西和法韦尔角东南部的北大西洋游弋。从9月4日至15日，它曾加入“狼鳚狼群”，从9月15日至24日又加入“勃兰登堡狼群”，试图根据时任U艇首长卡尔·邓尼茨制定的集群战术，寻求与盟军的护航船队作战，但一无所获。经过为期三十一天、水面5,300海里（9,800）、水下177海里（328）的航行，U-69号于10月1日16:30返回圣纳泽尔。
10月30日14:00，U-69号离开圣纳泽尔执行第六次巡逻，前往西班牙西部和直布罗陀附近的北大西洋游弋，至12月8日中午返回。在这次为期四十天、水面5,500海里（10,200）、水下137海里（254）的行动中，它曾分别加入“施特泰贝克尔狼群”（11月5－19日）、“格德克狼群”（11月19－25日）和“最后的骑士狼群”（11月25日－12月3日），但未能取得任何战功。
在察恩的率领下，U-69号于1942年1月18日17:00从圣纳泽尔出发，前往北大西洋执行第七次巡逻。但由于严重漏油和舵损坏，该艇于1月26日折返，经过紧急维修后于1月31日17:30重新启程。在纽芬兰周边全程五十五天、水面8,470海里（15,690）、水下339海里（628）的行动中，察恩依旧未能击沉或击伤任何舰船，后于3月17日10:00返回圣纳泽尔。

#### 格雷夫任期
1942年3月31日，曾指挥过U-23号的海军中尉乌尔里希·格雷夫接任U-69号艇长，察恩则调任基尔，成为U艇副总司令漢斯-格奧爾格·馮·弗里德堡的参谋。U-69号的第八次巡逻于4月12日离开圣纳泽尔，前往北大西洋和加勒比地区游弋。4月29日，该艇从U-459号艇上接收了32升燃料和十四天的给养。5月1日17:28，它在百慕大东北约370海里（690）处开始炮击无护航且无武装的加拿大货船詹姆斯·E·纽森号（James E. Newsom）。格雷夫在大约六小时前发现了这艘斯库纳帆船，并在追击过程中于13:58遇到了U-558号。U-69号在距离约1海里（1.9）处开火，用88毫米炮发射了12发高爆弹和54发燃烧弹，用20毫米高射炮发射了60发炮弹，直到对方于18:03沉没。5月12日09:03，无护航的挪威油轮利塞号（Lise）在博奈尔以北先是遭到U-69号的鱼雷袭击，随后又遭到炮击；至一小时后因舯部遭到鱼雷的“致命一击”而沉没。
5月13日，格雷夫分别于03:38和03:39向位处博奈尔以东约90海里（170）处的美国货船诺兰蒂克号发射两枚鱼雷，但均未能命中，遂于03:47从2,000米的范围内实施炮击。至04:08，该船的左舷锅炉舱遭到鱼雷“致命一击”，三分钟后沉没。5月21日07:53，无护航的加拿大货船托伦多克号（Torondoc）也被U-69号的一枚鱼雷击中船舯部，在马提尼克西北约60海里（110）处沉没。6月5日11:30，格雷夫还在18°15′N 53°45′W / 18.250°N 53.750°W处发现了一艘已废弃但仍在漂浮的小型拖船，遂用88毫米炮发射了7发高爆弹，用20毫米高射炮发射了20发炮弹将其彻底击沉。经证实，对方为荷兰籍的利蒂希娅·波特号（Letitia Porter），它是此前被装入荷兰货船科恩伊特号（Koenjit）从加拿大转运至中东期间，于5月13日遭U-156号击沉。经过为期七十五天、水面10,696海里（19,809）、水下404海里（748）的航行，U-69号于6月25日返抵圣纳泽尔。

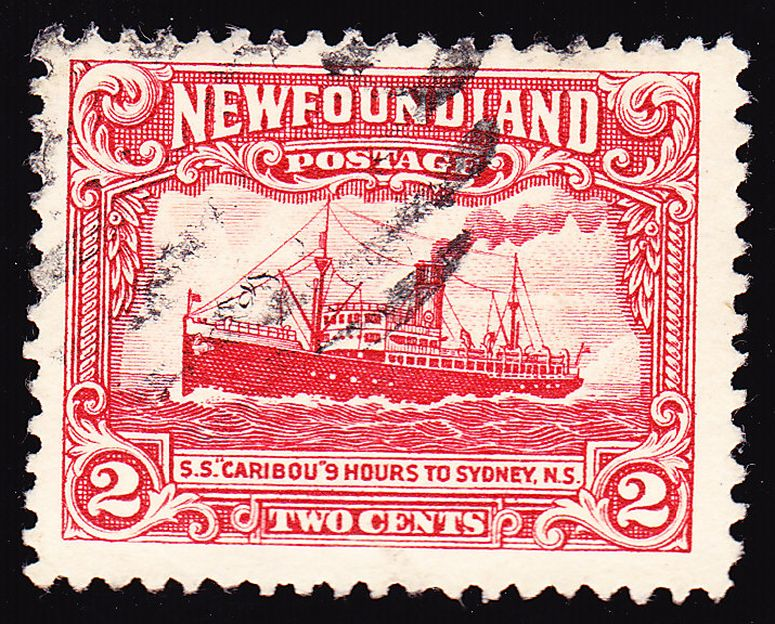
绘有驯鹿号的邮票

在格雷夫的指挥下，U-69号于8月15日11:00从圣纳泽尔出发执行第九次巡逻，前往大西洋西部的弗吉尼亚比奇、切萨皮克湾和新斯科舍周边海域游弋，至11月5日10:15回到洛里昂。在这次为期八十三天、水面9,837海里（18,218）、水下1,036海里（1,919）的任务中，该艇共击沉2艘商船，并于9月10日在弗吉尼亚比奇附近布下12枚水雷。10月9日06:07，U-69号在圣劳伦斯湾的比克岛附近向NL-9号护航队发射了一枚鱼雷，六分钟后听到爆炸声。06:09，第二枚鱼雷发射，击沉了加拿大货船卡罗吕斯号（Carolus）。五天后，即10月14日08:21分，同属NL-9号船队的纽芬兰铁路渡轮驯鹿号又在卡伯特海峡被格雷夫以鱼雷击沉。护航的加拿大扫雷舰大梅勒号在沉没后采取的行动在布雷顿角岛当地的媒体引发争议。它没有立即搜寻幸存者，而是与U-69号交战，除了投下六枚深水炸弹，它还几乎与对方相撞。在追击U艇将近两个小时后，大梅勒号才返回寻找幸存者。在此期间，一些人因暴露在寒冷的大西洋上而死亡。但纽芬兰护航部队司令、海军准将H·E·里德几周后在一份电报中指出，大梅勒号是遵循正常的作战原则去追击潜艇，而非停下来营救幸存者。如果它停下来，很可能也会被U-69号击沉。57名军事人员、31名商船海员和49名平民——包括许多妇孺都在驯鹿号的沉没中罹难，共计有137人丧生（大多数人被困在船内溺亡）。为了防止谣言和猜测，军方立即取消了审查制度，这也是为数不多的几次之一。沉船事件在当周成为北美各地的新闻，并被有效地用作战争债券募集的激励口号。它可能是加拿大和纽芬兰水域当时最重大的事件：并非因为驯鹿号在战术上的重要性，而是因为它向加拿大人和纽芬兰人在本土展示了U艇战的残酷。
1943年1月2日，格雷夫率U-69号离开洛里昂执行第十次巡逻，前往格陵兰东南部和纽芬兰东北部的北大西洋游弋，从此再未归航。从1月8日至19日和1月19日至2月15日，该艇曾分别加入“隼狼群”和“勇士狼群”，但一无所获。至2月17日，在返航途中，U-69号发现了ON-165号护航队。格雷夫发出一个短信号来报告接触情况，并向“勇士狼群”中的其它艇只传送了位置信号。这些信号召来了友艇U-201号。而由英国海军中校拉尔夫·希思科特率领的B6号护航集群使用高频定向仪和雷达定位了正在集结的U艇。他派出驱逐舰声誉号和子爵号前往拦截，其中希思科特亲自指挥声誉号精准掌握了方位，并在纽芬兰以东的北大西洋、即50°36′N 41°07′W / 50.600°N 41.117°W处投掷深水炸弹击沉了U-69号，而子爵号则击沉了U-201号，两艘U艇均无人生还。

## 袭击历史摘要
| 日期           | 船名              | 船籍   | 吨位  | 结局         |
| -------------- | ----------------- | ------ | ----- | ------------ |
| 1941年2月17日  | 暹罗王子号        | 英国   | 8,456 | 击沉         |
| 1941年2月19日  | 帝国布兰达号      | 英国   | 5,693 | 击沉         |
| 1941年2月23日  | 马斯刘号          | 英国   | 4,542 | 击沉         |
| 1941年3月30日  | 库尔塔恩号        | 英国   | 3,759 | 击沉         |
| 1941年4月3日   | 蒂尔比号          | 英国   | 4,887 | 击伤         |
| 1941年5月21日  | 罗宾·摩尔号       | 美国   | 4,999 | 击沉         |
| 1941年5月21日  | 蒂克斯伯里号      | 英国   | 4,601 | 击沉         |
| 1941年5月31日  | 桑加拉号          | 英国   | 5,445 | 全损         |
| 1941年6月3日   | 罗伯特·休斯号     | 英国   | 2,879 | 击沉（触雷） |
| 1941年6月27日  | 帝国能力号        | 英国   | 7,603 | 击沉         |
| 1941年6月27日  | 卢格河号          | 英国   | 5,423 | 击沉         |
| 1941年7月3日   | 罗伯特·L·霍尔特号 | 英国   | 2,918 | 击沉         |
| 1942年5月1日   | 詹姆斯·E·纽森号   | 加拿大 | 671   | 击沉         |
| 1942年5月12日  | 利塞号            | 挪威   | 6,826 | 击沉         |
| 1942年5月13日  | 诺兰蒂克号        | 美国   | 2,606 | 击沉         |
| 1942年5月21日  | 托伦多克号        | 加拿大 | 1,927 | 击沉         |
| 1942年6月5日   | 利蒂希娅·波特号   | 荷蘭   | 15    | 击沉         |
| 1942年10月9日  | 卡罗吕斯号        | 加拿大 | 2,375 | 击沉         |
| 1942年10月14日 | 驯鹿号            | 纽芬兰 | 2,222 | 击沉         |

## 脚注
1. ↑  威廉生，第11頁.
2. ↑  加洛普，第74頁.
3. 1 2  Gröner 1991，第43–46頁.
4. ↑  加洛普，第72頁.
5. 1 2 3 4 5 6 7  . U-Boot-Archiv.   [2024-10-05]. （原始内容存档于2024-12-14）.
6. 1 2  Helgason, Guðmundur. . German U-boats of WWII - uboat.net.   [2024-10-05]. （原始内容存档于2020-12-04）.
7. ↑  Metzler，第13頁.
8. ↑  Metzler，第69–70頁.
9. ↑  Helgason, Guðmundur. . German U-boats of WWII - uboat.net.   [2024-10-05]. （原始内容存档于2022-05-24）.
10. ↑  Högel，第49頁.
11. 1 2  Helgason, Guðmundur. . German U-boats of WWII - uboat.net.   [2024-10-05]. （原始内容存档于2024-12-14）.
12. ↑  Helgason, Guðmundur. . German U-boats of WWII - uboat.net.   [2024-10-05]. （原始内容存档于2020-10-01）.
13. ↑  Helgason, Guðmundur. . German U-boats of WWII - uboat.net.   [2024-10-05]. （原始内容存档于2020-10-31）.
14. ↑  Helgason, Guðmundur. . German U-boats of WWII - uboat.net.   [2024-10-05].
15. ↑  Helgason, Guðmundur. . German U-boats of WWII - uboat.net.   [2024-10-05]. （原始内容存档于2024-12-14）.
16. ↑  Helgason, Guðmundur. . German U-boats of WWII - uboat.net.   [2024-10-05]. （原始内容存档于2024-12-14）.
17. ↑  Helgason, Guðmundur. . German U-boats of WWII - uboat.net.   [2024-10-05]. （原始内容存档于2020-10-27）.
18. ↑  Helgason, Guðmundur. . German U-boats of WWII - uboat.net.   [2024-10-05]. （原始内容存档于2021-04-10）.
19. ↑  Helgason, Guðmundur. . German U-boats of WWII - uboat.net.   [2024-10-05]. （原始内容存档于2020-09-19）.
20. ↑  . Oakland Tribune. 1941-06-22  [2024-10-05]. （原始内容存档于2024-12-19）.
21. ↑  Helgason, Guðmundur. . German U-boats of WWII - uboat.net.   [2024-10-05]. （原始内容存档于2020-09-25）.
22. 1 2  Helgason, Guðmundur. . German U-boats of WWII - uboat.net.   [2024-10-05]. （原始内容存档于2024-12-15）.
23. ↑  Helgason, Guðmundur. . German U-boats of WWII - uboat.net.   [2024-10-05]. （原始内容存档于2020-09-19）.
24. ↑  Helgason, Guðmundur. . German U-boats of WWII - uboat.net.   [2024-10-05]. （原始内容存档于2021-01-19）.
25. ↑  Helgason, Guðmundur. . German U-boats of WWII - uboat.net.   [2024-10-05]. （原始内容存档于2020-09-29）.
26. ↑  Helgason, Guðmundur. . German U-boats of WWII - uboat.net.   [2024-10-05]. （原始内容存档于2021-01-17）.
27. ↑  Helgason, Guðmundur. . German U-boats of WWII - uboat.net.   [2024-10-05]. （原始内容存档于2020-10-27）.
28. ↑  Helgason, Guðmundur. . German U-boats of WWII - uboat.net.   [2024-10-05]. （原始内容存档于2008-09-07）.
29. ↑  Helgason, Guðmundur. . German U-boats of WWII - uboat.net.   [2024-10-06]. （原始内容存档于2021-05-18）.
30. ↑  Helgason, Guðmundur. . German U-boats of WWII - uboat.net.   [2024-10-05]. （原始内容存档于2024-12-14）.
31. ↑  Helgason, Guðmundur. . German U-boats of WWII - uboat.net.   [2024-10-05]. （原始内容存档于2024-12-14）.
32. ↑  Helgason, Guðmundur. . German U-boats of WWII - uboat.net.   [2024-10-05]. （原始内容存档于2024-12-14）.
33. ↑  Helgason, Guðmundur. . German U-boats of WWII - uboat.net.   [2024-10-06]. （原始内容存档于2024-08-15）.
34. ↑  Helgason, Guðmundur. . German U-boats of WWII - uboat.net.   [2024-10-06]. （原始内容存档于2020-10-24）.
35. ↑  Helgason, Guðmundur. . German U-boats of WWII - uboat.net.   [2024-10-06]. （原始内容存档于2020-09-26）.
36. ↑  Helgason, Guðmundur. . German U-boats of WWII - uboat.net.   [2024-10-06]. （原始内容存档于2020-12-05）.
37. ↑  Helgason, Guðmundur. . German U-boats of WWII - uboat.net.   [2024-10-06]. （原始内容存档于2020-09-25）.
38. ↑  Helgason, Guðmundur. . German U-boats of WWII - uboat.net.   [2024-10-06]. （原始内容存档于2020-10-20）.
39. ↑  Helgason, Guðmundur. . German U-boats of WWII - uboat.net.   [2024-10-06]. （原始内容存档于2024-12-14）.
40. ↑  Helgason, Guðmundur. . German U-boats of WWII - uboat.net.   [2024-10-06]. （原始内容存档于2024-12-14）.
41. ↑  Helgason, Guðmundur. . German U-boats of WWII - uboat.net.   [2024-10-06]. （原始内容存档于2020-10-30）.
42. ↑  Helgason, Guðmundur. . German U-boats of WWII - uboat.net.   [2024-10-06]. （原始内容存档于2020-10-21）.
43. 1 2  Caplan，第37–41頁.
44. ↑  Tennyson & Sarty，第275–279頁.
45. ↑  Helgason, Guðmundur. . German U-boats of WWII - uboat.net.   [2024-10-06]. （原始内容存档于2024-12-14）.
46. ↑  Blair，第236–237頁.